# Macón
Macón (en griego antiguo Μάχων) fue un comediógrafo griego del siglo III a. C.
Nació en Corinto o Sición y vivió en Alejandría, donde representó sus obras. Se dice que fue maestro del gramático Aristófanes de Bizancio. Han llegado a nosotros fragmentos de dos de sus comedias, La ignorancia y La carta, así como 462 versos de un libro de Anécdotas (chreíai) sobre dichos y hechos de atenienses notables, que se han conservado en el Banquete de los eruditos de Ateneo. Dioscórides escribió un epitafio para Macón, que también ha sobrevivido.
No ha llegado en cambio a nosotros su tratado Sobre las partes de la comedia.
La carta trataba un tema típico de la Comedia nueva: un cocinero sabelotodo instruye a un discípulo en su arte. 
Los protagonistas de sus anécdotas, compuestas en trímetros yámbicos, son personajes típìcos propios de la Comedia Nueva, como el parásito, el gorrón, el glotón, el chistoso y la hetera. Esta última está representada por Lamia y Mania, dos amantes de Demetrio Poliorcetes, y por otras tres profesionales notables: Gnatena, su hija Gnatenion y Lais.